# Giao hưởng số 4 (Mendelssohn)

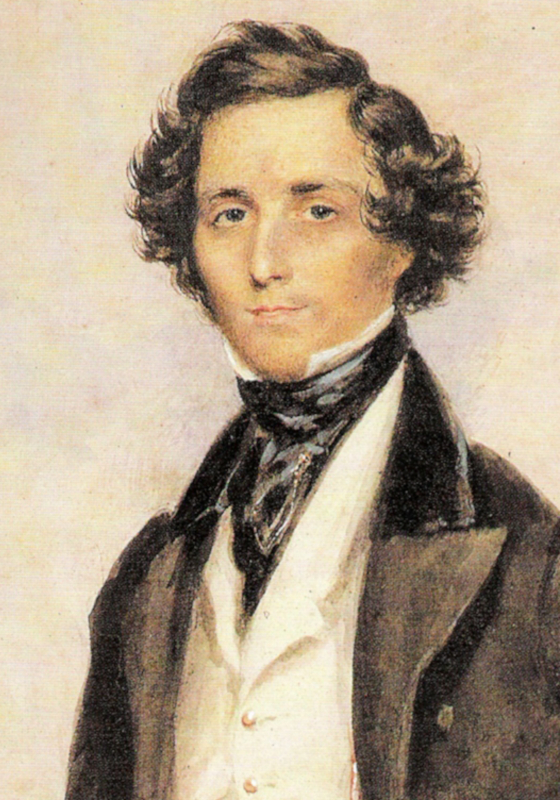
Chân dung Mendelssohn của nhà tiểu họa người Anh James Warren Childe (1778-1862), 1839

Giao hưởng số 4 giọng La trưởng, Op.90, thường được gọi là giao hưởng Italy, là một giao hưởng sáng tác bởi nhà soạn nhạc người Đức Felix Mendelssohn.

## Lịch sử

### Sáng tác
Cũng giống như giao hưởng Scotland và overture Hebrides, tác phẩm được hình thành từ những chuyến du lịch khắp châu Âu của Mendelssohn từ năm 1829 đến 1831. Cảm hứng sáng tác đến từ sắc màu và không khí của Ý, nơi Mendelssohn đưa ra những phác thảo nhưng không hoàn thành tác phẩm.
Vào tháng Hai, Mendelssohn viết cho chị Fanny từ Rome:
Bản giao hưởng Italy đang có tiến triển tuyệt vời. Đây sẽ là tác phẩm vui tươi nhất mà em sáng tác, đặc biệt là chương cuối. Em vẫn chưa tìm được gì cho chương chậm, và em nghĩ em sẽ để dành nó cho Naples.
Tác phẩm được hoàn thành vào ngày 13 tháng 3 năm 1833 tại Berlin, đáp lại lời mời cho một bản giao hưởng từ London (nay là Royal) Philharmonic Society.

### Ra mắt
Mendelssohn chỉ huy buổi ra mắt tác phẩm vào ngày 13 tháng 5 năm 1833 tại London, trong một buổi hòa nhạc của London Philharmonic Society.
Thành công của tác phẩm, cùng sự nổi tiếng của Mendelssohn, tạo ảnh hưởng lên tiến trình âm nhạc Anh suốt phần còn lại của thế kỉ. Tuy vậy, Mendelssohn vẫn không hài lòng với tác phẩm và theo như ông nói, đã trả giá bằng những khoảnh khắc cay đắng nhất trong sự nghiệp của ông. Ông sửa chữa lại tác phẩm vào năm 1834 và thậm chí có ý định viết các phiên bản thay thế cho chương 2, 3 và 4. Ông không bao giờ cho xuất bản tác phẩm và nó chỉ xuất hiện trên bản in vào năm 1851, do đó được gọi là giao hưởng số 4 dù thực sự đây là bản giao hưởng thứ ba của ông.

## Nhạc khí
Hai flute, hai oboe, hai clarinet, hai bassoon, hai horn, hai trumpet, timpani và bộ dây.

## Cấu trúc
Tác phẩm gồm 4 chương:
1. Allegro vivace (La trưởng)
2. Andante con moto (Rê thứ)
3. Con moto moderato (La trưởng)
4. Presto and Finale: Saltarello (La thứ)

Chương đầu tươi vui trong hình thức sonata, tiếp nối bằng một ấn tượng bởi âm hát dưới Rê thứ của nghi lễ tôn giáo tác giả chứng kiến ở Naples. Chương ba là một khúc minuet, trong khi chương cuối là sự kết hợp chặt chẽ các động tác nhảy múa giữa khúc saltarello của thành Rome và khúc tarantella của Naples. Đây là một trong những tác phẩm lớn nhiều chương bắt đầu bằng giọng trưởng và kết thúc bằng giọng thứ, một ví dụ khác là tam tấu piano số 1 của Johannes Brahms.
Thời lượng một buổi biểu diễn trung bình khoảng nửa tiếng.